# Doughnut-model
Doughnut-modellen (på engelsk doughnut economics) er et diagram af form som en doughnut eller en redningskrans, som fremstiller en økonomisk model for bæredygtig udvikling, udvikling som både tilgodeser menneskehedens og naturens behov, se figur. Den doughnut- eller ringformede figur adskiller området i midten, hvor en uforholdsmæssig stor del af Jordens befolkninger er afskåret fra livsfornødenheder (sundhedsvæsen, uddannelse, fred, retfærdighed, ligestilling osv.), fra området uden for ringen, hvor naturen lider uforholdsmæssig stor overlast pga. menneskelig aktivitet. Diagrammet blev først præsenteret af økonom ved University of Oxford Kate Raworth i en artikel fra 2012, A Safe and Just Space for Humanity, senere videreudviklet i hendes bog fra 2017, Doughnut Economics: Seven Ways to Think Like a 21st-Century Economist. I sidstnævnte beskriver Raworth, hvordan det handler om at "designe en økonomi, der fremmer menneskelig velfærd, uanset om det får bruttonationalproduktet til at gå op, ned eller holde sig stabilt".
Grundtanken bag diagrammet var at udvikle en økonomi-model, hvor befolkningers behov kan tilgodeses, uden at det fører til kritisk belastning af jordklodens økologiske systemer. Dette fordrer et opgør med traditionel økonomisk tænkning og udpegning af nye målsætninger. Ifølge doughnut-modellen opfattes en økonomi først som velstående, når alle tolv områder af menneskelig velfærd ligger tilstrækkeligt højt, uden at nogen af de ni økologiske parametre er blevet overskredet, dvs inden for det grønne område, se figur.

## Eksempler på tiltag
Raworth kom i sin artikel fra 2012 med eksempler på tiltag, der fremmer menneskers velfærd uden at belaste naturen nævneværdigt. Fattigdom kan bekæmpes således på bæredygtig vis:
- Mad: de 13% af Jordens befolkning, som sulter, kan mættes med 1% af den samlede mængde fødevarer,
- Energi: de 19% af Jordens befolkning, som ikke har elektricitet, kan få det med en forøgelse af CO2-udledningen på under 1%,
- Fattigdom: de 21% af Jordens befolkning, som lever under fattigdomsgrænsen på $1,25 om dagen, kunne komme op på fattigdomsgrænsen med kun 0,2% af verdens samlede indtægter.

Den største belastning på naturen og økosystemerne kommer faktisk fra de rigeste 10% af Jordens befolkning, og den produktion af forbrugsgoder og tjenesteydelser, som de køber:
- CO2: 11% af Jordens befolkning udleder omkring halvdelen af den samlede mængde CO2

- Indkomst: 10% af Jordens befolkning tjener 57% af alverdens indkomster
- Kvælstof: EU-landene rummer 7% af Jordens befolkning, men forbruger en tredjedel af Jordens bæredygtige kvælstofreserver, til kødproduktion.

## Modellen i praksis
Som Time skriver, så er det meget symbolsk, at det netop er i Amsterdam, der af mange anses for at være den moderne kapitalismes vugge tilbage i 1600-tallet, at nye tanker og ideer om en mere bæredygtig samfundsmodel afprøves i et opgør med den hidtidige brug-og-smid-væk-kapitalisme. Cirklen er sluttet.
Siden sin fremkomst er doughnut-modellen blevet anvendt i mange forskellige lokale sammenhænge, bl.a. omkring Erhai-søen i Kina, foruden områder i Skotland, Wales og det øvrige Storbritannien, samt Sydafrika. En undersøgelse fra 2018 har sammenlignet erfaringer med modellen fra mere end 150 lande. C40-netværket af storbyer er stærkt optaget af modellen.
Under corona-pandemien besluttede bystyret i Amsterdam i foråret 2020 i samarbejde med Raworth at iværksætte en nyudviklet udgave af modellen til tiden efter corona, bl.a. med fokus på bæredygtigt byggeri og byens ressourcekrævende modeindustri.

## Danske vinkler
Inspireret af doughnutmodellen lavede Anders Morgenthaler i 2019 en podcast, hvor iværksættere kunne få afprøvet bæredygtige forretningsideer.
Københavns Borgerrepræsentation vedtog i juni 2020, at kommunens økonomiforvaltning skal udarbejde en handlingsplan for udrulning af doughnut-modellen i den danske hovedstad.